# 英国同性婚姻
英國同性婚姻在所有地區都是合法的。由於蘇格蘭和北愛爾蘭的婚姻權並非權力下放中的保留或例外事項，因此各王國在不同時期將同性婚姻合法化。英格蘭和威爾斯自2014年3月起、蘇格蘭自2014年12月起、以及北愛爾蘭自2020年1月起。
英格蘭和威爾士的議會（英國下議院）於2013年7月三讀通過允許同性結婚的立法，並於2014年3月13日正式生效，第一例同性婚姻在同年3月29日产生。蘇格蘭议会于2014年2月通过對同性婚姻的立法，首例同性婚姻在同年秋天产生。
2014年北愛爾蘭政府表示無意就同性婚姻進行立法，北愛爾蘭議會亦多次投票反對立法。但2017年執政聯盟解散後至今都呈現無法組成政府的狀態。2019年7月，英國國會通過一項修正案，若北愛爾蘭於同年10月21日仍無法組成政府，墮胎除罪化與同性婚姻合法化便自動生效；最後兩案於10月21日自動生效。2020年1月正式生效。

## 背景

承認同性婚姻
區域內有限承認同性婚姻
不承認同性婚姻
A 曼島；B 根西；C 澤西；1 本土；2 直布罗陀；3 亞克羅提利與德凱利亞；4 百慕大；5 特克斯和凯科斯群岛；6 處女群島；7 安圭拉；8 開曼群島；9 蒙特塞拉特；10 皮特凯恩群岛；11 圣赫勒拿、阿森松和特里斯坦-达库尼亚；12 英屬印度洋領地；13 福克兰群岛；14 南乔治亚和南桑威奇群岛；(15) 英属南极领地

### 立法史
早於1970年代，已有爭取同性婚姻的平權運動。1988年，時任保守黨柴契爾夫人政府通過的《Section 28》禁止地方政府宣傳同性戀
，2003年由工黨政府廢除。

### 民事結合
2004年，《民事伴侶關係法》獲通過，並於2005年12月生效。這建立了民事結合，為進入該關係的同性伴侶提供與婚姻一致的權利和義務。 這種關係被一些媒體稱為「同志婚姻」民間的夥伴關係。但是英國政府明確表示這種結合不是婚姻。
2010年，英格蘭和威爾士綠黨、自由民主黨、威爾士黨在其政黨會議中通過支持同性婚姻。
當《2013年婚姻（同性伴侶）法》第九條生效後，它賦予任何處於民事伴侶關係的伴侶將其轉為婚姻的能力。

## 蘇格蘭同性婚姻

### 請願
2009年1月，同性戀權利組織LGBT網絡的尼克·亨德森發起了一個請願，並遞交到蘇格蘭議會。請願要求對《1977年婚姻法（蘇格蘭）》中禁止同性結婚的部分進行變更。請願也同時要求同性婚姻儀式可以在信仰團體中進行，前提是得到宗教組織的同意。

### 立法
2012年7月25日苏格兰政府宣布将提出立法，在苏格兰合法化民事和宗教同性婚姻。政府重申有意确保宗教团体或神职人员个人不会被迫进行同性婚姻仪式。
2013年6月27日，苏格兰政府在苏格兰议会提出同性婚姻和民事伴侣关系法案（苏格兰）。
2013年7月15日，苏格兰LGBT权利活动家在英国议会外庆祝了同性婚姻条例草案在上议院宣布，他们表示将继续争取同性婚姻权利延伸至苏格兰和北爱尔兰。
大部分苏格兰议会成员已经宣布他们对同性婚姻的支持，
9月5日至11月7日苏格兰平等机会委员会审议该法案，并于11月8日公布报告。11月20日，该法案以98票支持，15票反对，5票弃权通过了第1阶段。98个投支持票包括52个苏格兰民族党成员，31个工党成员，7个保守党成员，4个自由民主党成员，2个绿党成员和2个无党派人士。15个反对票包括6个苏格兰民族党成员，8个保守党的成员，1个工党成员。5个弃权票包括2个苏格兰民族党成员，3个工党成员。
该法案到了平等机会委员会的二讀阶段。2013年12月19日委员会审议了法案，反對立法的反对者提出多次修订。2014年1月16日委员会继续第二阶段。最后的三讀辩论和表决于2014年2月4日举行。该法案以105票赞成，18票反对，零票弃权被批准。第一例同性婚姻有望出现在2014年秋天。当英女王伊丽莎白二世御准后，该法案将正式成为苏格兰议会的一项法令。御准是近代以来已经通过民主选举产生的议会立法最后阶段在王室获得批准的一个纯粹的形式。在现实中，君主不太可能拒绝。

## 英格蘭和威爾士同性婚姻
2011年9月17日，在自由民主黨黨代表會議上林恩·費瑟斯通宣布政府將會於2012年3月啟動一份諮詢，如何在2015年英國大選前利用任何立法修改的意圖為同志伴侶實現平等的民事婚姻。首相辦公室表示，大衛·卡梅倫已經表態支持同性婚姻合法化。2011年10月5日，保守黨黨代表大會對卡梅倫在黨大會的公開演講中對同性婚姻的支持表示讚賞。
2013年1月16日，平等婚姻聯盟表示其已經在下議院獲得大部分議員的支持。大部分議員表示將投票支持英格蘭和威爾士的同性婚姻，包括不少保守黨員。
2013年3月12日，英國政府啟動了平等民事婚姻的諮詢。政府的建議如下：
- 允許同性伴侶擁有民事婚姻，即在註冊辦事處或獲批場所（例如酒店）進行民事儀式；
- 不對宗教婚姻做任何變更。這將允许教会和神职人员可以繼續定义宗教婚姻为一男一女的結合，且不被强迫进行非一男一女结合的宗教仪式；
- 保留同志伴侶的民事伴侶關係並允許已經處在民事伴侶關係的伴侶將其轉變為婚姻；
- 在可能的情況下，繼續允許在宗教場所合法登記民事伴侶關係，即教会和宗教团体可以在自願基礎上並且沒有任何宗教仪式内容，为民事伴侣进行登记；
- 允許個人在不结束婚姻的情况下同时合法地變更其性別。

2013年5月21日，英國下議院以366票支持，161票反對，三讀通過承認英國同性婚姻（英格蘭及威爾斯）合法化。聯合政府另一政黨自民黨和在野工黨大部分議員均支持法案。法案下一步將移交上議院辯論，卡梅倫決意推動法案，面對黨內的反對。反對法案的包括保守黨高官威爾士首席大臣戴德偉和環境大臣彭德森，還有10名初級官員，投反對票的保守黨員共133人。

### 支持
以下團體和個人表達他們對英格蘭和威爾士同性婚姻立法的支持：
政黨
- 保守黨
- 工黨[24]
- 自由民主黨[25]
- 威爾士黨[26]
- 英格蘭和威爾士綠黨[8]

媒體
- 《泰晤士報》[27]
- 《衛報》[28]
- 《獨立報》，發起「平等伴侶」運動。[29]

### 反對
以下團體和個人表達他們對英格蘭和威爾士同性婚姻立法的反對：
政黨
- 英國獨立黨[30]
- 民主統一黨[31]
- 英國國家黨[32]

媒體
- 《每日郵報》[33]
- 《每日電訊報》[34]
- 《星期日泰晤士報》，與其姊妹報紙持相反意見[35]

## 北愛爾蘭同性婚姻
2014在北愛爾蘭議會多次投票反對之後，同性婚姻在北愛爾蘭繼續不獲認可。但2017年執政聯盟解散後至今都呈現無法組成政府的狀態。2019年7月，英國國會通過一項修正案，若北愛爾蘭於同年10月21日仍無法組成政府，墮胎除罪化與同性婚姻合法化便自動生效；因此最後兩案於10月21日北爱未组成政府的情况下自動生效。

## 資料來源

### 腳註
1. 1 2  . BBC News. 2014-02-04  [2014-02-06]. （原始内容存档于2016-01-06）.
2. ↑  Section 28 的存檔，存档日期8 March 2005., Gay and Lesbian Humanist. Created 2000-05-07, Last updated Sunday, 12 February 2006. Accessed 1 July 2006.
3. ↑  Rozenberg, Joshua. . The Daily Telegraph (倫敦). 2005-10-06  [2009-09-15]. （原始内容存档于2016-03-29）.
4. ↑  . Daily Mail (London). 2003-06-30  [2009-08-06]. （原始内容存档于2016-03-30）.
5. ↑  Jones, George. . The Daily Telegraph (London). 2004-06-25  [2009-08-06]. （原始内容存档于2016-01-07）.
6. ↑  . Parliament of the United Kingdom.   [2009-09-15]. （原始内容存档于2016-03-05）.
7. ↑  Hirsch, Afua. . The Guardian (London). 2008-12-09  [2009-08-06]. （原始内容存档于2012-11-24）.
8. 1 2  . 綠黨. 2009年5月22日  [2012-04-29]. （原始内容存档于2016-03-05）.
9. ↑  . BBC News. 2012-07-25  [2012-07-25]. （原始内容存档于2016-02-06）.
10. ↑  . Government of Scotland.   [2012-07-25]. （原始内容存档于2012-07-25）.
11. ↑  .   [2014-02-07]. （原始内容存档于2016-03-04）.
12. ↑  . PinkNews. 2013-06-27  [2014-02-07]. （原始内容存档于2016-03-04）.
13. ↑  Andrew Woodcock. . The Australian. 2013-07-16  [2013-07-16].
14. ↑  . Equal Marriage Scotland.   [2013-07-01]. （原始内容存档于2014-01-01）.
15. ↑  . PinkNews. 2013-11-20  [2014-02-07]. （原始内容存档于2016-03-03）.
16. 1 2 3  . BBC News Scotland Politics. 2013-11-20  [2013-11-22]. （原始内容存档于2016-01-07）.
17. ↑  . PinkNews. 2013-12-19  [2014-02-07]. （原始内容存档于2016-03-03）.
18. ↑  . PinkNews. 2014-01-16  [2014-02-07]. （原始内容存档于2016-01-07）.
19. ↑  . LGBTQNation. 2014-02-04  [2014-02-07]. （原始内容存档于2019-08-22）.
20. ↑  . Scottish Parliament. 2014-02-04  [2014-02-07]. （原始内容存档于2016-03-10）.
21. ↑  . BBC.   [2014-02-06]. （原始内容存档于2019-08-20）.
22. ↑  . Pink News. 2013年1月16日  [2013-01-16]. （原始内容存档于2016-03-04）.
23. ↑  英國下議院通過同性婚姻法案 （页面存档备份，存于） 2013-05-13 BBC
24. ↑  . Labour Party. 2012-03-15  [2012-08-11]. （原始内容存档于2013-12-03）.
25. ↑  Stamp, Gavin. . BBC. 2010年9月21日  [2012-04-29]. （原始内容存档于2016-01-07）.
26. ↑  平等民事婚姻：一個咨訊回應。威爾士黨。 http://www.partyofwales.org/uploads/downloads/Equal_Marriage_Consultation_Plaid_Cymru_Response_13-6.pdf （页面存档备份，存于）
27. ↑  . The Times.   [2012-04-29]. （原始内容存档于2017-03-02）.
28. ↑  . The Guardian. 2012-02-27  [2012-04-29]. （原始内容存档于2013-06-19）.
29. ↑  . The Independent.   [2013-01-27]. （原始内容存档于2014-12-26）.
30. ↑  . 英國獨立黨. 2012年3月7日  [2012-04-29]. （原始内容存档于2012年5月5日）.
31. ↑  McDonald, Henry. . The Guardian. 2012-10-01. （原始内容存档于2016-03-13）.
32. ↑  Roberts, Scott. . 2012年10月26日  [2013-02-12]. （原始内容存档于2016-03-04）.
33. ↑  Daily Mail Comment. . 每日郵報. 2012年3月16日  [2012-04-29]. （原始内容存档于2020-10-20）.
34. ↑  Telegraph View. . 每日電訊報. 2012年3月15日  [2012-04-29]. （原始内容存档于2021-02-26）.
35. ↑  Park, James. . PinkNews.co.uk. 2012年4月8日  [2012-08-11]. （原始内容存档于2021-02-11）.
36. ↑  .   [2013-09-15]. （原始内容存档于2014-10-06）.
37. ↑  . Belfast Telegraph.   [2013年4月29日]. （原始内容存档于2016年3月31日）.

### 內部連結
- 英國LGBT權益
- 歐洲對同性結合的認可（英语：Recognition of same-sex unions in Europe）
- 英國民事伴侶關係

### 外部連結
- Smart, Carol; Heaphy, Brian; Einarsdottir, Anna. . Houndmills, Basingstoke, Hampshire: Palgrave Macmillan. 2013. ISBN 9780230300231 （英语）.